# Alexander Svanidze
Alexander Semyonovich "Alyosha" Svanidze (em georgiano:  ალექსანდრე სვანიძე, Alek’sandre Svanidze; em russo:  Александр Семёнович Сванидзе, Aleksandr Semyonovich Svanidze)  (1886 - 20 de agosto de 1941) foi um Velho Bolchevista e historiador georgiano. Foi um amigo pessoal de Josef Stalin e irmão de Kato, primeira esposa de Stalin. No entanto, Stalin mandou prendê-lo durante um expurgo em 1937. Ele foi baleado na prisão em 1941.
Nascido de uma família da pequena nobreza em uma pequena aldeia de Baji no oeste da Geórgia, então parte do Império Russo, Svanidze foi educado em Tiflis e mais tarde em Jena, onde aprendeu alemão e inglês, e engajou-se em uma pesquisa histórica das civilizações antigas. Ingressou no Partido Operário Social-Democrata Russo em 1901 e trabalhou na clandestinidade bolchevique até ser forçado a deixar a Geórgia independente em 1919. Ele trabalhou para o gabinete das Relações Exteriores da Rússia nos anos de 1920 e 1921 e depois serviu como Comissário do Povo para as Finanças da República Socialista Soviética da Geórgia e da RSFS da Transcaucásia entre 1921 e 1922. Em 1924, foi nomeado representante comercial soviético para a Alemanha e, em seu retorno à União Soviética, tornou-se vice-presidente do Banco do Estado Soviético em 1935. Ao mesmo tempo, Svanidze continuou a sua erudição, ele fundou a Revista de História Antiga, estudou as línguas alarodiana, e traduziu em russo o poeta medieval georgiano Shota Rustaveli.
No auge do Grande Expurgo, Stalin ordenou a prisão de Svanidze em 1937. Ele recusou-se desafiadoramente a confessar ser um espião alemão em troca de sua vida como a NKVD exigia. "Esse orgulho aristocrático," Stalin teria dito. Svanidze, sua esposa Maria (Korona; 1889-1942) - uma cantora da Câmara de Ópera de Tbilisi, e sua irmã Mariko foram executados em 1941 quando os alemães avançaram.